# Traumatisme vaginal
El traumatisme vaginal és una lesió a la vagina. Pot passar durant el part, l'agressió sexual o en un accident.
En els adults, la vagina està protegida en gran part de traumatismes per la funció protectora del greix del pubis i els llavis majors. Aquesta protecció manca en dones i nenes que no tenen aquesta capa de greix protectora. El traumatisme vaginal es pot produir quan s'insereix alguna cosa a la vagina, per exemple, un objecte punxant que provoca un traumatisme penetrant. El traumatismes vaginal pot ocórrer com a resultat d'una experiència sexual dolorosa o d'un abús sexual. El traumatisme vaginal pot ocórrer rarament en nenes o dones joves com a resultat de muntar (bicicleta, cavall) o per contusió directa durant l'esport, ja que el traumatisme sol ser només vulvar.
En alguns casos, es produeix una lesió greu i requereix atenció mèdica immediata. Sobretot si l'hemorràgia no s'atura. El traumatisme vaginal també es produeix durant una episiotomia i el part vaginal. Evitar lesions vaginals durant el part ajudarà a prevenir la depressió, el reingrés hospitalari i el dolor perineal.